# Jacob Perkins
Jacob Perkins (9 iulie 1766, Newburyport, Massachusetts - 30 iulie 1849, Londra, Anglia) a fost un inventator și fizician american, născut la Newburyport, Massachusetts, în 1766. El s-a făcut cunoscut printr-o varietate de invenții de dispozitive mecanice utile. 
Contribuția lui principală în fizică constă în experimente prin care a demonstrat compresibilitate apei și a măsurat-o printr-un piezometru de invenție proprie (a se vedea Phil. Trans. , 1820, 1826). S-a retras în 1834 și a murit la Londra pe 30 iulie 1849.